# Kia EV3
| Sterne im Euro-NCAP-Crashtest 2025 in der Basisausstattung | 4 Sterne im Euro-NCAP-Crashtest |

| Sterne im Euro-NCAP-Crashtest 2025 mit Sicherheitspaket | 5 Sterne im Euro-NCAP-Crashtest |

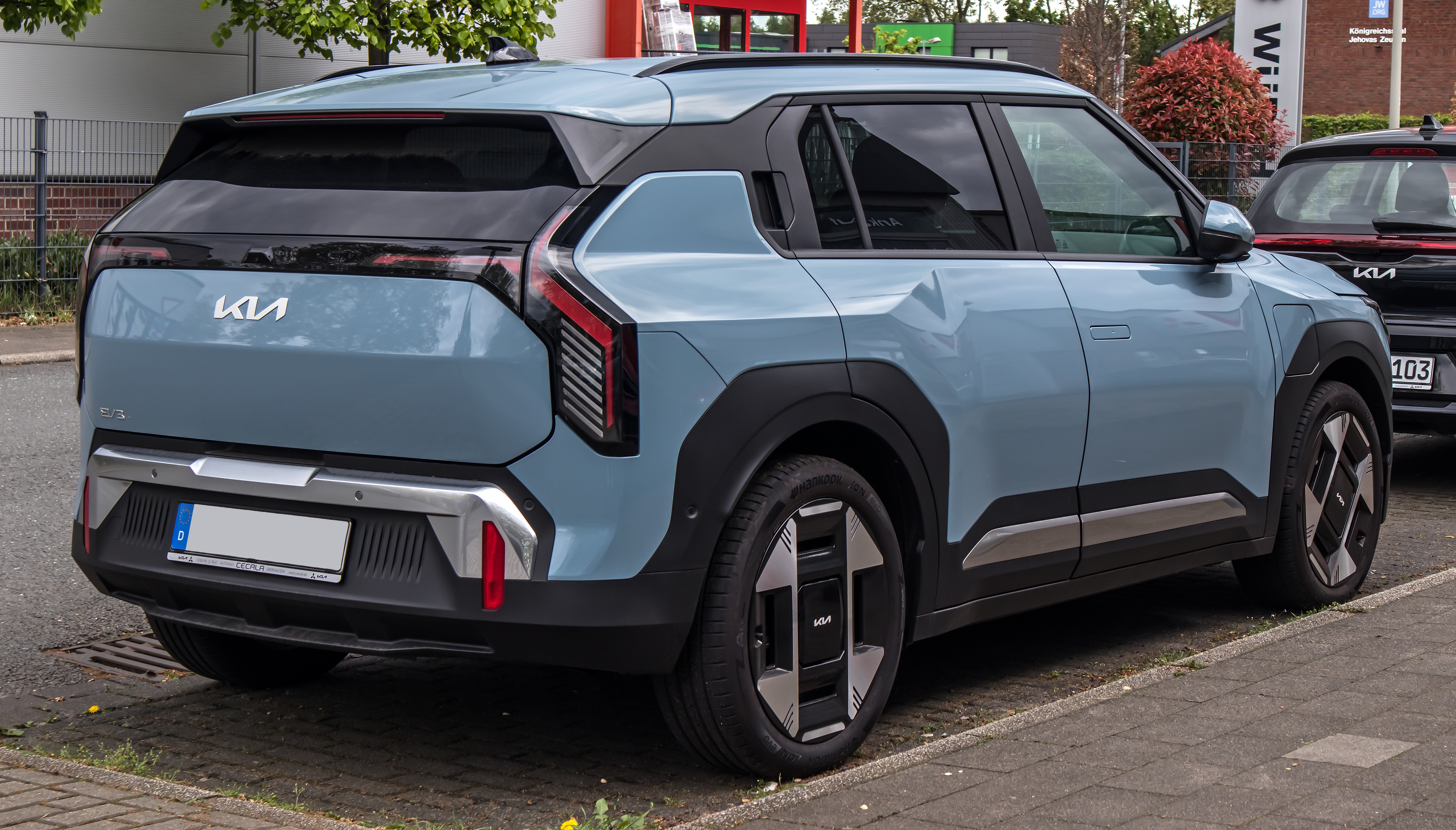
Heckansicht

Der Kia EV3 ist ein batterieelektrisch angetriebenes Kompakt-SUV des südkoreanischen Automobilherstellers Kia. Das Modell ist etwas kürzer als die zweite Generation des Niro und länger als der 2024 eingestellte e-Soul. Die gleiche Technik nutzt der Kompaktwagen EV4.

## Geschichte
Im November 2023 präsentierte Kia die seriennahe Version des EV3 zusammen mit dem EV4. Im Mai 2024 wurde die Serienversion des EV3 vorgestellt. Marktstart war im November 2024. Der EV4 folgte im Februar 2025.

## Sicherheit
2025 wurde der EV3 vom Euro NCAP auf die Fahrzeugsicherheit getestet. In der Standardversion erhielt er vier von fünf möglichen Sternen. Ein weiterer Test mit erweiterter Sicherheitsausstattung ergab fünf von fünf möglichen Sternen.

## Technik
Anders als die frühen Elektromodelle von Kia nutzt der 4,30 m lange EV3 wie schon der EV6 und EV9 die Electric Global Modular Platform (E-GMP) der Muttergesellschaft Hyundai Motor Group. Im Unterschied zu diesen jedoch nicht auf Basis eines 800-Volt-Systems, sondern mit 400 Volt. Dementsprechend erreicht das Modell geringere Ladeleistungen. Zur Wahl stehen ein 58,3 kWh oder 81,4 kWh großer Lithium-Ionen-Akkumulator. Die Reichweite nach WLTP-Messzyklus wird mit bis zu 410 bzw. 600 km angegeben. Die Beschleunigungswerte von 0 auf 100 km/h betragen 7,5 bzw. 7,7 s. Geladen wird mit Wechselstrom mit 11 kW oder mit Gleichstrom mit bis zu 102 kW beim kleineren Akku. Der größere Akku erreicht eine Gleichstrom-Ladeleistung von bis zu 128 kW. Beide Varianten sollen in rund 30 Minuten von 10 auf 80 Prozent aufgeladen werden können. Als Motorisierung ist ein Elektromotor mit einer Leistung von 150 kW (204 PS) und einem Drehmoment von 283 Nm verfügbar, der die Vorderräder antreibt. Die maximale Anhängelast beträgt 1000 kg. Zu dem 460 bis 1250 Liter großen Kofferraum kommt ein 25 Liter großes Ablagefach unter der Fronthaube („Frunk“) hinzu.
Der Innenraum ist schlicht gestaltet: Auf dem Armaturenbrett befindet sich eine breite Displayoberfläche, eingeteilt in zwei je 12,3 Zoll große und eine 5,3 Zoll große Displayeinheit, die die Instrumententafel, die Klimatisierungssteuerung und das Infotainmentsystem vereint. Zwischen den Vordersitzen mit Liegefunktion ist ein verstellbarer Tisch. Des Weiteren gibt es ein ebenfalls 12,3 Zoll großes Head-up-Display. Die Software bietet eine ChatGPT-gestützte Sprachsteuerung. Das sogenannte Digital Key-System lässt bis zu sieben Smartphones als Schlüssel zu verwenden.
Das Fahrwerk hat vorn MacPherson-Federbeine, hinten eine Mehrlenkerachse. Die Räder sind 19 Zoll groß.

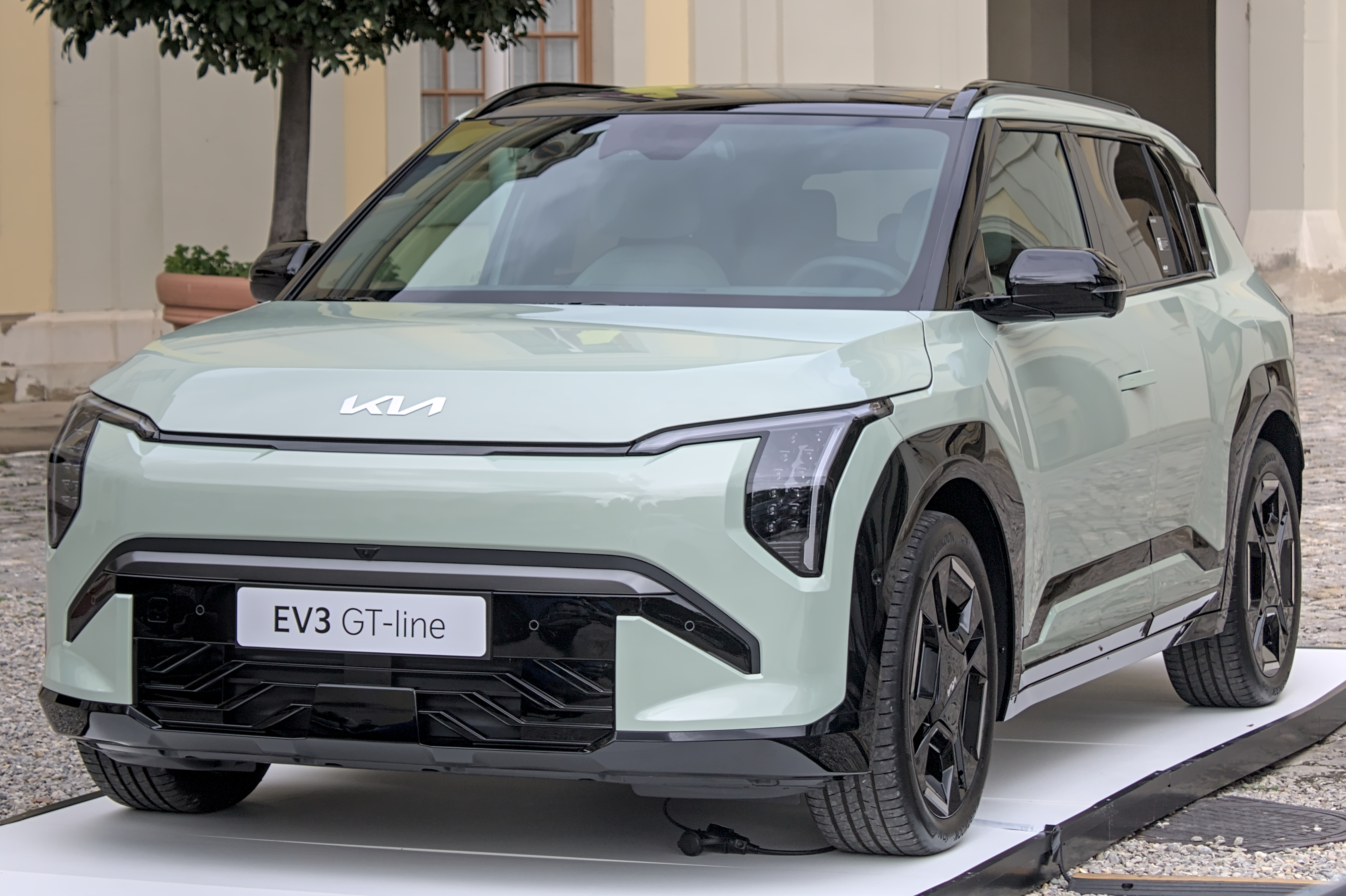
Kia EV3 GT-Line (seit 2024)
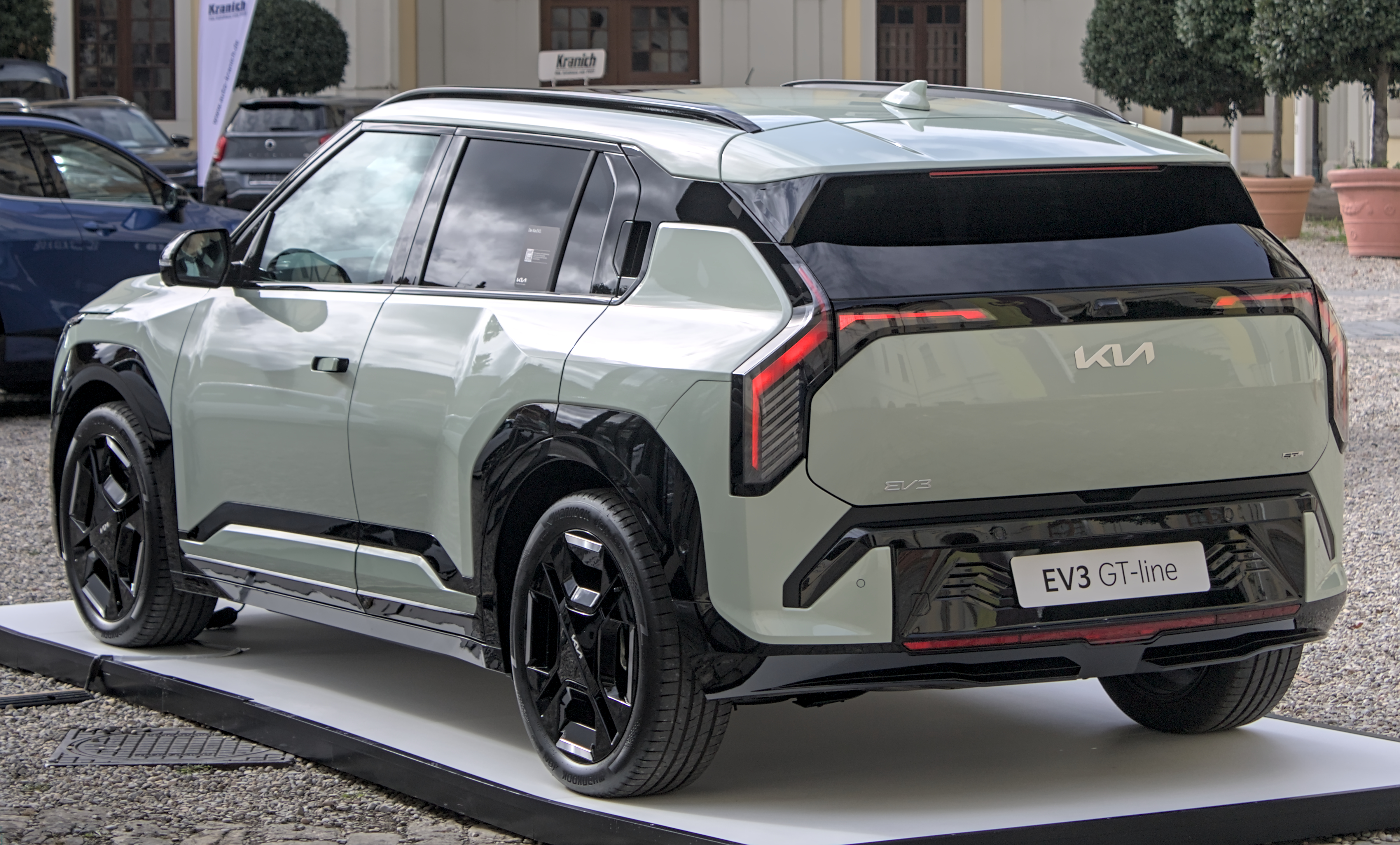
Heckansicht
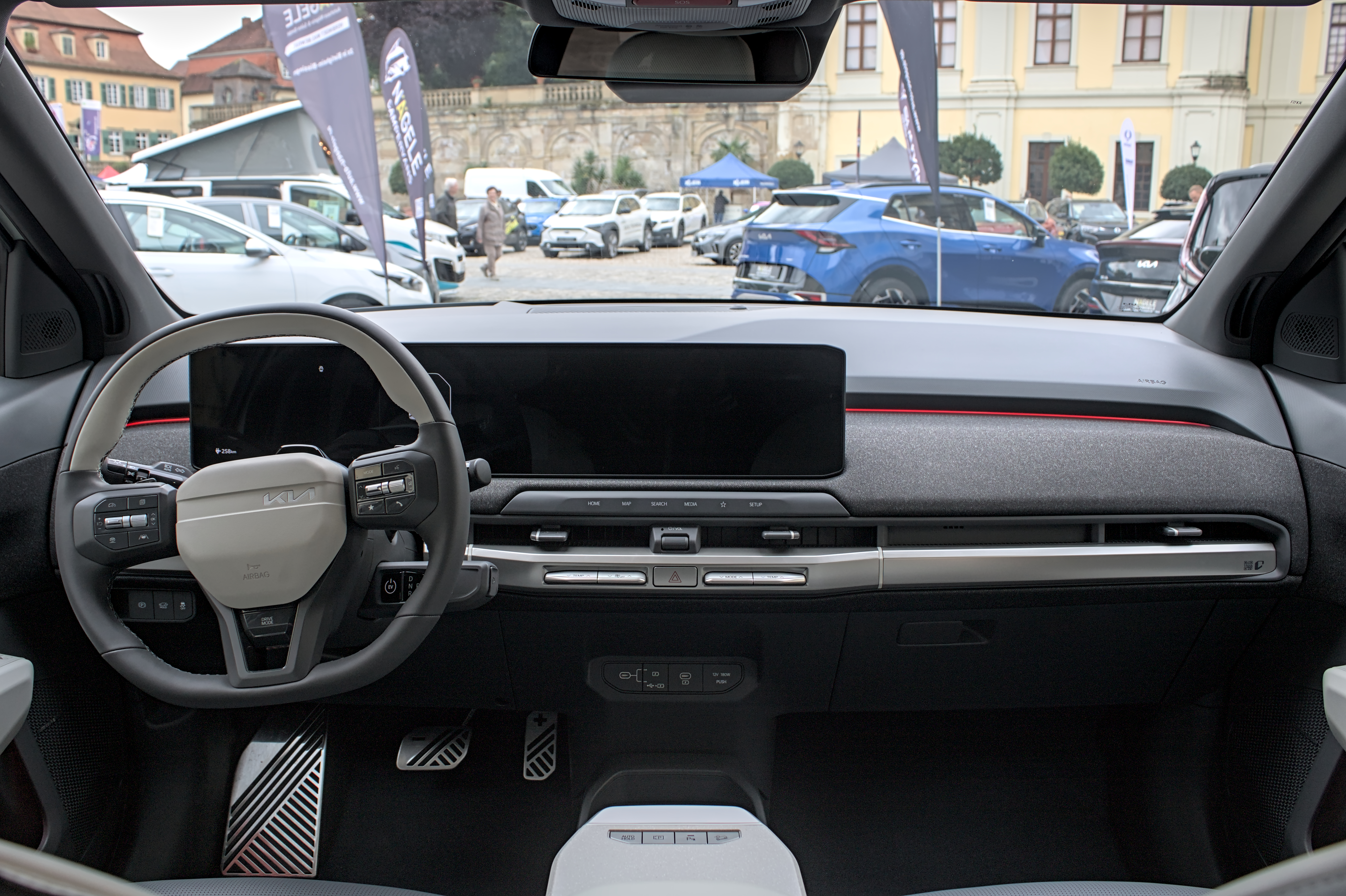
Innenansicht
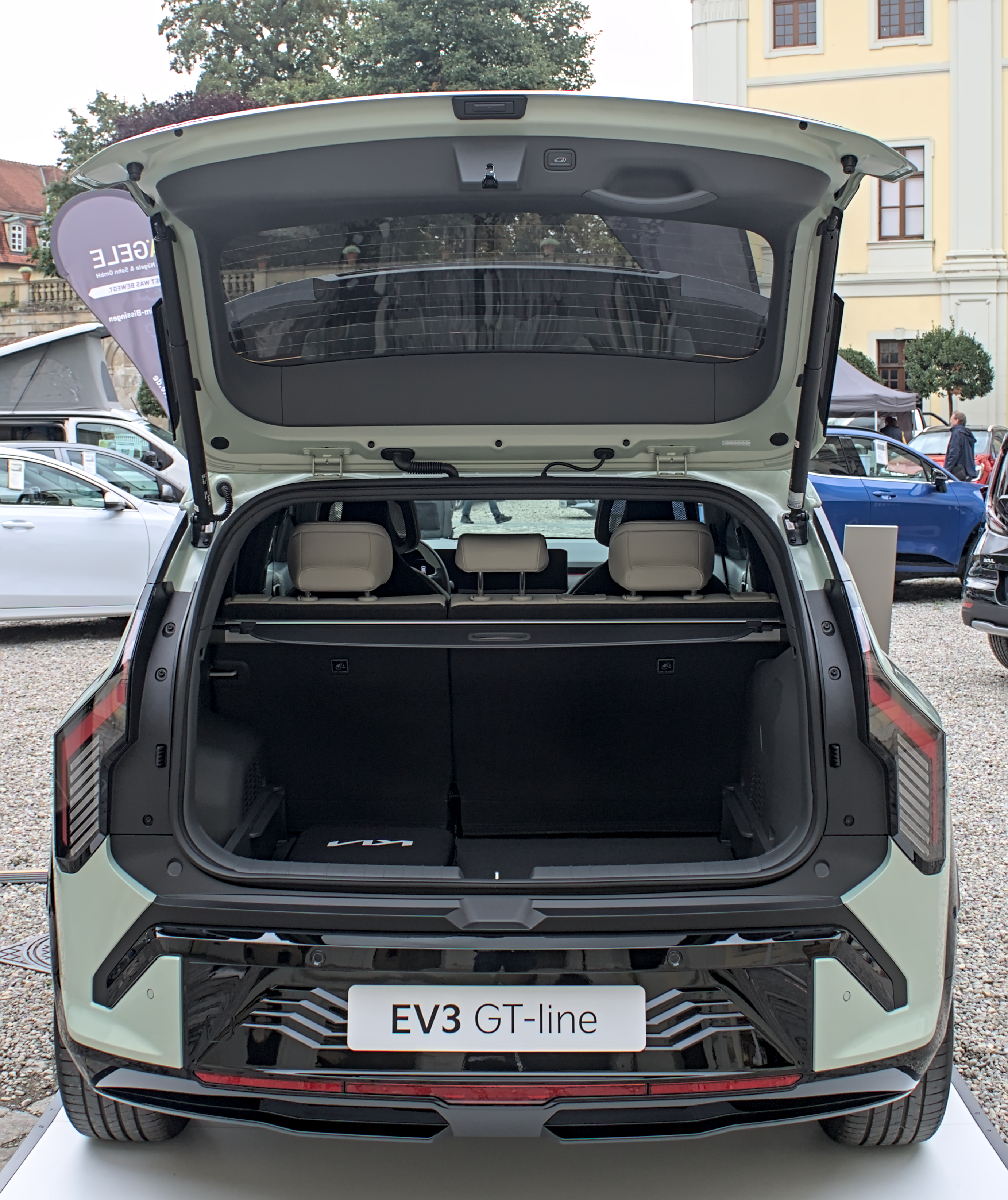
Kofferraum
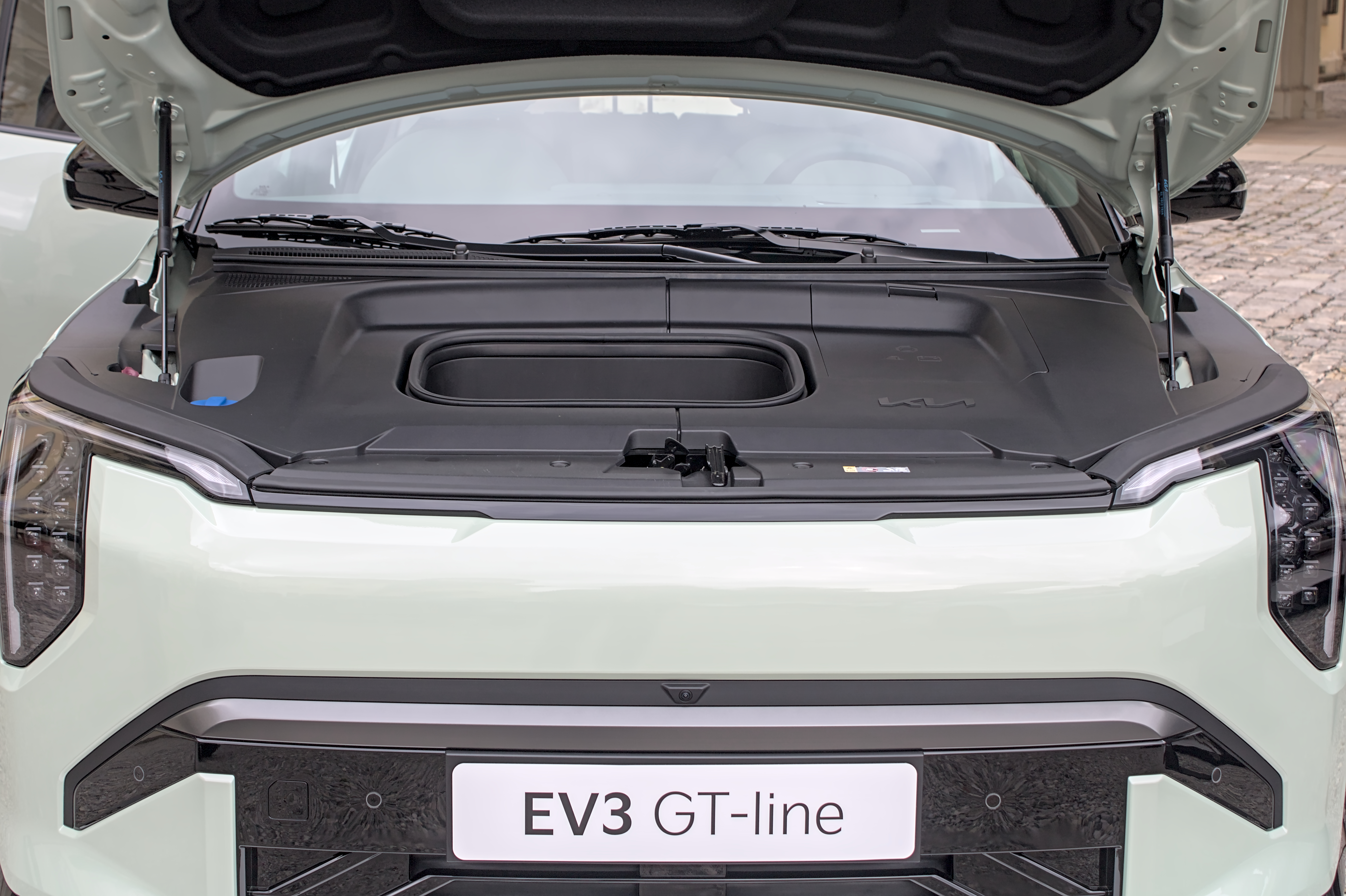
„Frunk“

## Technische Daten
|                                                | EV3 Standard Range                      | EV3 Long Range                          |
| ---------------------------------------------- | --------------------------------------- | --------------------------------------- |
| Bauzeitraum                                    | seit 07/2024 (1)                        | seit 07/2024 (1)                        |
| Motorkenndaten                                 |                                         |                                         |
| Motortyp                                       | Elektromotor vorne                      | Elektromotor vorne                      |
| Motorbauart                                    | permanentmagneterregte Synchronmaschine | permanentmagneterregte Synchronmaschine |
| max. Leistung bei min−1                        | 150 kW (204 PS) / 5200–9600             | 150 kW (204 PS) / 5200–9600             |
| max. Drehmoment bei min−1                      | 283 Nm / 5000                           | 283 Nm / 5000                           |
| Kraftübertragung                               |                                         |                                         |
| Antriebsart                                    | Vorderradantrieb                        | Vorderradantrieb                        |
| Getriebe                                       | Eingang-Getriebe                        | Eingang-Getriebe                        |
| Antriebsbatterie                               |                                         |                                         |
| Zellchemie                                     | NMC                                     | NMC                                     |
| Energieinhalt                                  | 58,3 kWh                                | 81,4 kWh                                |
| Systemspannung                                 | 400 V                                   | 400 V                                   |
| Messwerte                                      |                                         |                                         |
| Höchstgeschwindigkeit                          | 170 km/h                                | 170 km/h                                |
| Beschleunigung, 0–100 km/h                     | 7,5–7,6 s                               | 7,7–7,9 s                               |
| Energieverbrauch auf 100 km (WLTP, kombiniert) | 14,9–15,8 kWh                           | 14,9–16,2 kWh                           |
| Reichweite nach WLTP                           | 414–436 km                              | 563–605 km                              |
| Ladeleistung DC                                | 101 kW                                  | 128 kW                                  |
| Leergewicht                                    | 1800–1920 kg                            | 1885–2005 kg                            |
| Anhängelast ungebremst/gebremst                | 300/300 kg                              | 750/1000 kg                             |

## Zulassungszahlen in Deutschland
Seit dem Marktstart bis einschließlich März 2025 sind in der Bundesrepublik Deutschland insgesamt 2.184 Kia EV3 neu zugelassen worden.
|  |

|  |

|  |

|  |

|  |

|  |

|  |

|  |

|  |

|  |

|  |

|  |

|  |

|  |

|  |

|  |

|  |

|  |

|  |

|  |

|  |

|  |

|  |

|  |

|  |

|  |

|  |

|  |

|  |

|  |

|  |

|  |

|  | Elektro (2.184) |

|  | Elektro (2.184) |